# 朝脑沟站
朝脑沟站是位于内蒙古自治区达拉特旗朝脑沟的一个铁路车站，邮政编码14314。车站建于1988年，有包神铁路经过该站，现仅办理货运，不办理客运业务。车站距离包头东站86公里，隶属包神铁路公司，是四等站。